# 石田利佳
石田 理香（いしだ りか、1981年（昭和56年）6月18日 - ）は、日本のフィールドホッケー選手。

## 経歴・人物
富山県生まれ。天理大学出身。2004年アテネオリンピックに出場した。